# Attila torridus
Attila torridus е вид птица от семейство Tyrannidae. Видът е световно застрашен, със статут Уязвим.

## Разпространение
Видът е разпространен в Колумбия, Еквадор и Перу.